# SO-02E
docomo NEXT series Xperia Z SO-02E（ドコモ ネクスト シリーズ エクスペリア ゼット エスオー ゼロニイー）は、ソニーモバイルコミュニケーションズ製のNTTドコモ向けスマートフォンである。ドコモの第3.9世代移動通信システム（Xi）と第3世代移動通信システム（FOMA）とのデュアルモード端末である。docomo NEXT seriesのひとつ。

## 概要
NTTドコモ向けXperiaシリーズのフラッグシップモデルである。SO-04DおよびSO-01Eの後継機種で、グローバルモデルであるXperia Zの日本ローカライズモデルである。
SONYは、Xperia Z(SO-02E)をSony Xperia Z シリーズの『序章』として位置づけている。
Xperiaシリーズのスマートフォンでは初のクアッドコアCPU及びフルHD液晶を搭載しており、さらに防水・防塵性能も備える。
グローバル版にない機能として、ワンセグ・赤外線通信・おサイフケータイ（NFC＋FeliCa）がある。ワンセグアンテナはSO-05D・SO-01Eと同様、本体に内蔵されていない。そのため、ワンセグを利用するには、付属のワンセグアンテナケーブル（SO01）をイヤホンジャックに装着する必要がある。赤外線ポートの位置はSO-03D・SO-05D・SO-01Eのような正面ではなく、SO-02C以来の背面にある。
グローバル版ではmicroSDXCに非対応だが、日本版では対応している。
内蔵ROMは国内版はグローバル版の2倍になることが多いが、本機はグローバル版同様、16GBである。
eMMCのVersionは4.5であり、Version 4.41のSO-04Dと比べると読み込みが2倍・書き込み速度が1.5倍に向上している。
バッテリー容量は2330mAhである。SO-02D・SO-03Dと同様バッテリーの取り外しはできず、交換はドコモショップに持ち込み預かり修理が必要である。交換代金は9,345円であり、SO-03Dの交換代金（9,240円）を上回り、Disney Mobile on docomo F-07E（富士通製、交換代金：9,712円）が登場するまではドコモのスマートフォンとして内蔵バッテリーの交換代金が最も高額だった。
NOTTV・おくだけ充電・ベールビュー（覗き見防止機能）には対応していない。
グローバル版Xperia Zのau（KDDI・沖縄セルラー電話）版とも言える機種がXPERIA ULである。
キャッチコピーは「未来を映すカタチ。」。
アップデートに関してはグローバルモデルがAndroid 5.1まで提供されたが、ドコモ版のSO-02Eに関してはAndroid 4.4をもって終了した。

## 搭載アプリ
- 電子書籍ストア 2Dfacto
- dマーケット
- BeeTV
- iD設定アプリ
- Gmail
- 災害用キット
- 遠隔サポート
- Google Maps / Latitude / ナビ
- Google Chrome
- YouTube
- Facebook
- Google Talk
- Google Playブックス・ムービー
- メール（SPモードメール）（Gmail）
- Google検索 / 音声検索
- トルカ
- ウォークマン
- TrackID
- AmbientTime Live Wallpaper
- Sony Select
- Play Memories Online
- My docomo
- 電話帳バックアップアプリ
- メロディコール
- iチャネル
- iコンシェル
- しゃべってコンシェル

## 主な機能
| 主な対応サービス                                 | 主な対応サービス                         | 主な対応サービス                       | 主な対応サービス                                            |
| ------------------------------------------------ | ---------------------------------------- | -------------------------------------- | ----------------------------------------------------------- |
| タッチパネル／加速度センサー                     | Xi／FOMAハイスピード                     | Bluetooth                              | DCMX／おサイフケータイ／NFC／かざしてリンク／赤外線／トルカ |
| ワンセグ／モバキャス                             | メロディコール                           | テザリング                             | WiFi IEEE802.11a/b/g/n                                      |
| GPS                                              | ドコモメール／電話帳バックアップ         | デコメール／デコメ絵文字／デコメアニメ | iチャネル                                                   |
| エリアメール／ソフトウェアーアップデート自動更新 | デジタルオーディオプレーヤー(WMA)(MP3他) | GSM／3Gローミング（WORLD WING）        | フルブラウザ／Flash Player                                  |
| Google Play／dメニュー／dマーケット              | Gmail／Google Talk／YouTube／Picasa      | バーコードリーダ／名刺リーダ           | ドコモ地図ナビ／Google Maps／ストリートビュー               |

## 歴史
- 2013年1月8日 - アメリカ・ラスベガスの家電展示会「CES2013」にてソニーモバイルコミュニケーションズよりグローバルモデル発表。
- 同日 - ソニーモバイルコミュニケーションズより日本モデル発表。ただしこの時点ではどのキャリアから発売されるのかは未公表だった。
- 2013年1月22日 - NTTドコモより発表。
- 2013年1月23日 - 事前予約開始。
- 2013年2月9日 - 発売開始[6]。
- 2013年5月 - 生産終了。
- 2013年8月6日 - Android 4.2バージョンアップ対象機種に選定される[7]。
- 2013年10月15日 - Android 4.2へバージョンアップ開始[8][9]。
- 2014年6月26日 - Android 4.4バージョンアップ対象機種に選定される。
- 2014年9月11日 - Android 4.4へバージョンアップ開始。
- 2019年5月31日 - 修理受け付け終了

## アップデート・不具合など
2013年2月28日のアップデート
- ブラウザアプリのwebページ内の文字入力操作時に「→」を押下すると、カーソルが消える場合がある不具合を修正する。
- ビルド番号が10.1.D.0.317から10.1.D.0.322になる。

2013年3月28日のアップデート
- 電源キーを押してもスリープモードから復帰せず、画面が表示されない場合がある不具合を修正する。
- 設定に「ホワイトバランス」が追加される。
- ビルド番号が10.1.D.0.322から10.1.D.0.333になる。

2013年4月23日のアップデート
- 電源キーを1秒以上押しても「電源を切る」などのメニューが表示されない場合がある不具合を修正する。
- ビルド番号が10.1.D.0.333から10.1.D.0.343になる。

2013年10月15日のアップデート(OSバージョンアップ)
- 本機特有の主な変更点
  - ロック画面からカメラやウィジェットが起動できるようになる。
  - ランチャーでPalette UIを設定時、アプリなどのアイコンが大きくなる。
  - POBox Touchでデコメール文字の予測変換ができるようになる。
  - Xperia ホーム画面において、ロック画面とステータスバー、ナビゲーションバーが透過される。
  - 「ノート」アプリのハイパーリンク対応。
  - ウィジェットをスモールアプリとして追加できるようになる。
  - Bluetoothテザリングの対応。
  - 「アルバム」アプリの共有からSDメモリーカードにコピーできるようになる。
- Android 4.2における共通の変更点
  - ロックスクリーンウィジェットへの対応。
  - スクリーンセーバー「DayDream」の追加。
- ドコモ共通の変更点
  - データ保管BOXへ対応。
- 不具合修正
  - ブラウザからの画像ダウンロードに失敗する不具合を修正する。
- ビルド番号が10.1.D.0.343から10.3.1.B.0.256となる[11]。

2014年5月13日のアップデート

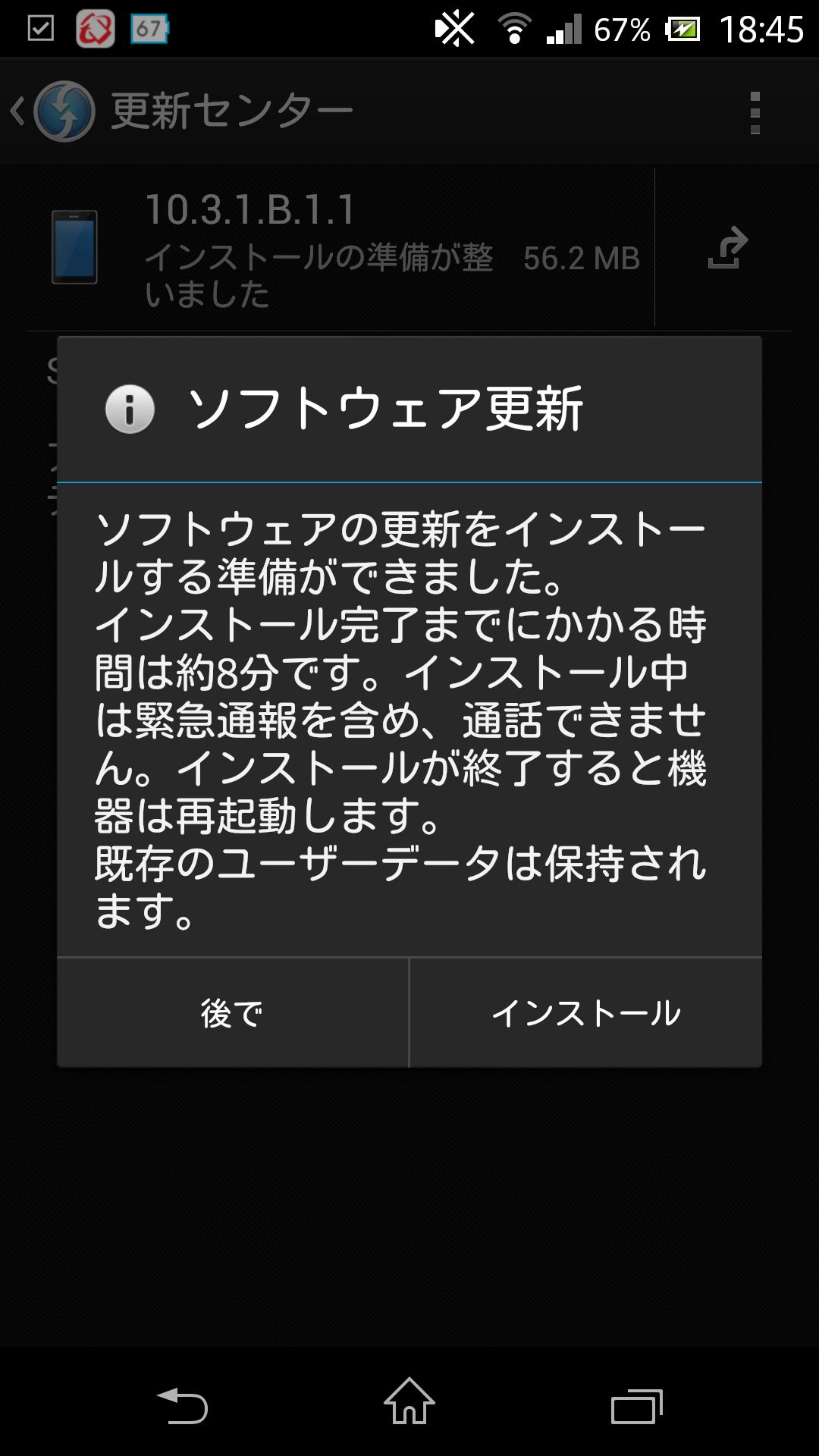

- 通話音量を最小にするとキャッチホンの通知音が鳴らない場合がある不具合を修正する。
- ビルド番号が10.3.1.B.0.256から10.3.1.B.1.1となる[13]。

2014年9月11日のアップデート(OSバージョンアップ)
- 機能バージョンアップ
  - 「docomo ID」認証の本格導入対応
    - 端末にdocomo IDを設定することが可能。docomo IDを端末に設定することで、対応するサービスアプリ[15]でのdocomo ID入力が不要になる。
    - Wi-Fiオプションパスワードがdocomo IDに統合[16]

  - 端末を紛失した際などに、パソコン（My docomo）から回線を指定して、遠隔操作で端末初期化およびSDカードのデータを消去できるサービス「遠隔初期化」に対応
  - 新「ドコモバックアップアプリ」の提供開始
    - SDカードバックアップ対応項目のうち、音楽、ブックマーク、通話履歴、ユーザ辞書について、データ保管BOXへのアップロードが可能となる。

  - OSバージョンアップと合わせて、「spモードメール」が「ドコモメール」に切り替わる。
- 本機特有の主な変更点
  - ピクチャーエフェクトがアプリ名称を「クリエイティブエフェクト」に変更、動画にも対応。
  - 通話終了後に相手の連絡先を電話帳へ追加できるようになる。
  - クイック設定と通知が別表示になる。またクイック設定は二本指で下にスワイプすることで直接アクセスが可能となる。
  - 電源キーの長押しで表示するメニューからスクリーンショットを撮ることができるようになる。
  - Xperiaホームのテーマをダウンロードして追加することが可能。
  - 電話アプリの視認性向上。また履歴の選択削除機能の追加や、画面の文字サイズも設定に合わせて変更されるようになる。
  - Unicode 6.0に対応し、絵文字の収録数が252個から698個に拡大。他社ケータイ宛に送っても自動変換される。
  - パソコンが無くても写真やホームページの印刷が利用可能になる。
  - 搭載アプリケーションに「PlayStation」を追加。
- 不具合修正
  - 充電器から携帯電話（本体）を取り外した際、一定時間タッチパネルが動作しない場合がある不具合を修正する。
- ビルド番号が10.1.D.0.343、10.3.1.B.0.256、10.3.1.B.1.1から10.5.B.0.410となる。

2014年11月27日のアップデート
- バックグラウンドで動くアプリの一部が、まれに意図せずに終了するという不具合が解消される。
- ビルド番号が10.5.B.0.410から10.5.1.B.0.68になる。

2016年6月1日のアップデート
- より快適にパケットサービスをご利用いただけるよう品質を改善する。
- ビルド番号：10.5.1.B.0.155